# Kenmerkdetector
In de wetenschap van het zien is een kenmerkdetector een neuron dat reageert op een specifiek kenmerk van een visuele stimulus, zoals een rand, beweging of verandering in lichtniveau. Een kenmerkdetector kan zich in het netvlies bevinden, of hoger in de hersenen. Het begrip kan worden gebruikt voor een eenvoudig kenmerk zoals een rand of een insectendetector, of een complex van kenmerken, zoals een gezicht. Kenmerkdetectoren spelen een rol bij het detecteren van het kenmerk van binoculaire dispariteit, dus het zien van binoculaire diepte (stereopsis).

## Insectendetector
Jerome Lettvin en zijn medewerkers demonstreerden rond 1950 het concept van "kenmerkdetectoren". Zij identificeerden zelfs wat zij "insectendetectoren" noemden, oftewel cellen in het netvlies van een kikker die geneigd zijn te reageren wanneer kleine, donkere objecten het gezichtsveld binnendringen, stoppen en vervolgens met tussenpozen bewegen. Kortom, Lettvins groep ontdekte dat veel van wat men dacht dat er in de hersenen gebeurde, zich in werkelijkheid in het oog zelf afspeelde. "Het oog spreekt tot de hersenen in een taal die al zeer goed georganiseerd en geïnterpreteerd is, in plaats van een min of meer nauwkeurige kopie van de lichtverdeling op de receptoren door te geven", concludeerde hij.

## Gezichtsdetector
Doris Tsao en Le Chang hebben in 2017 bij apen in de visuele cortex cellen gevonden die op gezichtskenmerken zoals de afstand tussen de twee ogen reageren. Een groep van deze cellen reageerde op een manier die specifiek is voor een bepaald gezicht, zoals het gezicht van je grootmoeder. Tsao en Chang konden op basis van het gedrag van de groep cellen voorspellen naar welk gezicht de apen keken.

## Grootmoedercel
De term grootmoedercel is in de jaren 1960-'70 gebruikt om een discussie te voeren over hoe informatie wordt gecodeerd en onthouden in een enkele cel (lokale codering) of in een groep van cellen (ensemblecodering). Lokale codering werd als kwetsbaar gezien omdat het uitvallen van een enkele cel tot verlies van het hele beeld zou leiden. Codering in een groep cellen lijkt daardoor "veiliger".